# Фельдбруннен-Санкт-Никлаус
Фельдбруннен-Санкт-Никлаус (нем. Feldbrunnen-St. Niklaus) — коммуна в Швейцарии, в кантоне Золотурн. 
Входит в состав округа Леберн. Население составляет 897 человек (на 31 декабря 2007 года). Официальный код — 2544.